# Thais dayunensis
Thais dayunensis is een slakkensoort uit de familie van de Muricidae. De wetenschappelijke naam van de soort is voor het eerst geldig gepubliceerd in 2009 door Z.-Y. Chen & Z.-J. You.